# アイギナ島
アイギナ島（アイギナとう、古代ギリシア語: Αἴγινα / Aígina） または エギナ島（エギナとう、現代ギリシャ語: Αίγινα / Aígina　発音:[ˈeʝina]）は、エーゲ海・サロニコス湾の中央に位置するギリシャ領の島。古代ギリシアにおいては、アテナイに対抗する都市国家（ポリス）のひとつであった。今日ではリゾートの島として知られる。

## 名称
現代ギリシャ語ではエイナ島とも転写し得る。このほか、ラテン語形に由来するアエギナ島（Aegina）表記も用いられる。
ギリシア神話によれば、この島の名はアイギーナ（アイアコスの母）にちなむとされる。
オウィディウスによると、クレタではオイノピアと呼ばれていた。

## 地理

### 位置・広がり
エギナ島はサロニコス湾に散在するサロニカ諸島最大の島で、湾のほぼ中央に位置する。島の主邑エギナは、アテネから南西へ約37km、コリントスから南東へ約48km、ガラタスから北へ約28kmの距離にある。
東西15km、南北10kmのおおむね三角形状の島である。面積は87平方キロメートル。人口は1万2911人（2021年国勢調査）で、最大の集落は島の北西部に位置する、島と同名のエギナ（人口7,410人）。

### 地勢
最高峰はオロス山（標高531m）は活火山ではない火山である。島の 2/3 は火山地形によって占められており、北西側に平地が広がっている。肥沃な平地では、ブドウやオリーブ、ピスタチオが生産されている。
また、アテネ首都圏のピレウスからフェリーで約40分の距離にあるこの島のビーチは観光客に人気であり、釣り客でもにぎわう。

## 歴史
紀元前2000年頃からはミノア文明の影響を受けたことが判明している。
紀元前6世紀から紀元前5世紀にかけて海上交易の中心地として栄え、アテナイと競い合った。しかし、紀元前5世紀前半にはアテナイに敗れている。

## 行政区画

### 自治体（ディモス）
エギナ市（Δήμος Αίγινας）は、アッティカ地方諸島県に属する基礎自治体（ディモス）。エギナ島と付属の小島嶼からなる。かつてはピレウス県に属していたが、カリクラティス改革（2011年1月施行）に際して分割された諸島県に属している。カリクラティス改革では大規模な自治体統廃合が行われたが、エギナ市は他の自治体との合併は行っていない。
エギナ市は、以下のキノティタ（都市・村落）から構成される。表中の Δ.δ. は Δημοτικό διαμέρισμα の略であり、カポディストリアス改革による統廃合（1999年1月施行）以前の旧自治体に由来する区画である。[　] 内は人口（2001年国勢調査）を示す。
| - Δ.δ. Αίγινας エギナ [ 7,783 ] - η Αίγινα エギナ [ 7,410 ] - το Ανίτσαιο [ 24 ] - οι Βλάχηδες [ 8 ] - οι Καπότηδες [ 3 ] - ο Κοντός [ 178 ] - ο Κυλινδράς [ 0 ] - η Λαγούσα (επί της νήσου Ελεούσας) [ 0 ] - το Λαγουσάκι (επί της νήσου Παναγίτσας) [ 0 ] - οι Λαζάρηδες [ 10 ] - η Μονή Κοιμήσεως Θεοτόκου [ 8 ] - η Παχιά Ράχη [ 28 ] - οι Πόρτες [ 88 ] - η Σταχτορροή (νησίδα) [ 0 ] - οι Τζίκηδες [ 26 ] - η Υψηλή (νησίδα) [ 0 ] | - Δ.δ. Βαθέος [ 1,474 ] - το Βαθύ [ 1,474 ] - Δ.δ. Κυψέλης [ 1,949 ] - η Κυψέλη [ 1,949 ] - Δ.δ. Μεσαγρού [ 1.603 ] - ο Μεσαγρός [ 682 ] - η Αγία Μαρίνα [ 426 ] - οι Άλωνες [ 233 ] - η Βαΐα [ 239 ] - ο Κάβος [ 23 ] - Δ.δ. Πέρδικας [ 743 ] - η Πέρδικα [ 682 ] - το Σφεντούρι [ 61 ] |

## 人物
- アイギナのパウロス（625年頃 – 690年頃）- ビザンツ帝国の医師。
- エギナのネクタリオス（1846年 – 1920年）- 正教会の神学者、聖人。
- アンヴロシオス (韓国府主教)（1960年 – ）- 韓国正教会府主教（在任中）。